# Barkowo (obwód moskiewski)
Barkowo (ros. Барково) – wieś (sieło) w Rosji, w obwodzie moskiewskim, w rejonie puszkińskim. W 2010 liczyła 403 mieszkańców.